# Teilerioza owiec
Teilerioza owiec (theileriosis ovium) jest to pasożytnicza choroba owiec. Chorobę powoduje pierwotniak Theileria ovis lub Th. hirci z rodzaju Theileria. Chorobę przenoszą kleszcze z rodzaju Rhipicephalus.